# NGC 5343
NGC 5343 is een elliptisch sterrenstelsel in het sterrenbeeld Maagd. Het hemelobject werd op 5 maart 1785 ontdekt door de Duits-Britse astronoom William Herschel.
Waarnemers in de Benelux kunnen, aan de hand van NGC 5343, op zoek gaan naar de gordel van geostationaire satellieten. De telescoop met volgmechanisme dient naar NGC 5343 gericht te worden, de geostationaire satellieten bewegen traag doorheen het beeldveld.

## Synoniemen
- MCG -1-35-19
- PGC 49412